# 開けゴマ

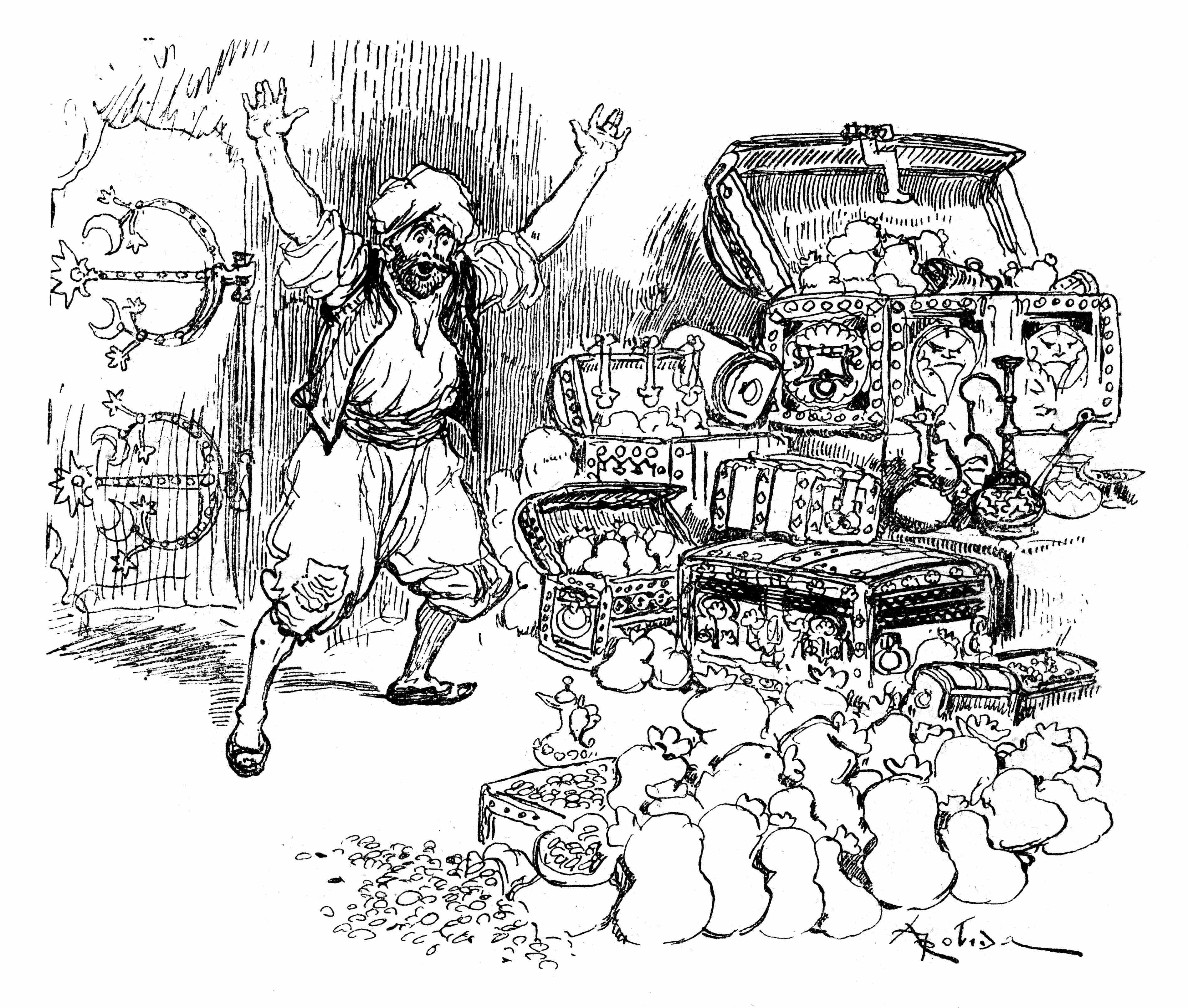
「開けゴマ」を唱え、洞窟に入ったアリババ（アルベール・ロビダ筆）

開けゴマ（ひらけごま、アラビア語: افتح يا سمسم, iftaḥ yā simsim, イフタフ・ヤー・スィムスィム、フランス語: Sésame, ouvre-toi、英語: Open sesame）は、『千夜一夜物語』（アラビアンナイト）の1篇とされる「アリババと40人の盗賊」に登場する呪文である。
同作品における最も有名なフレーズであり、これを唱えることによって岩の扉が開くというものである。「なぜゴマなのか?」という問いに対しては複数の説が出されているものの、決定的な答えは発見されていない。

## 概説
「アリババと40人の盗賊」は、主人公のアリババとその奴隷のモルジアナが盗賊団と知恵比べの末に盗賊団を壊滅させる、という物語である。アラビア語文学では奸智（かんち、悪知恵）を題材とした物語が1つのジャンルを成し、「アリババと40人の盗賊」のモルジアナは、こうしたジャンルの主人公像をよく反映している。『千夜一夜物語』の中で最もよく知られた作品の1つであるが、アントワーヌ・ガランがシリア人のハンナ・ディヤーブから聞き取って追加した物語とされ、アラビア語の原典は発見されていない。
「アリババと40人の盗賊」では、アリババが「開けゴマ」と唱えることにより、岩の扉が開き、中から盗賊の隠した宝物が出てくる。ガランによるフランス語の原文ではSésame, ouvre-toi、すなわち「ゴマよ、汝を開け」と表現されており、入り口を閉ざした岩でなく、ゴマそのものに開くことを命じる呪文となっている。アラビア語の افتح يا سمسم は、افتح（イフタフ, 動詞命令形「開け」）＋يا（ヤー, 掛け声「おお～よ」）＋سمسم（スィムスィム, 「ゴマ（胡麻）」の意）であり、すなわち「開けゴマ」である。英語のOpen Sesameも「開けゴマ」である。日本語の「開けゴマ」は以上の言語の直訳に由来し、ドイツ語や中国語でも各言語で「開けゴマ」に相当する表現が用いられている。
呪文を唱えると入り口が開く、というシーンは「アラジンと魔法のランプ」をはじめとしてさまざまな物語に登場し、「アリババと40人の盗賊」特有のものではない。

## なぜゴマなのか
「開けゴマ」がなぜゴマなのか、という呪文の由来に関する話題はよく出るが、正確なところは不明である。そもそも「開けゴマ」がアラブ世界で実際に呪文として使われたことがあるのか、ということも分かっていない。またゴマという植物全体に対して開くように命じているのか、それともゴマ粒に対して命じているのかも定かでない。
これまでに以下のような説が出されている。
農民の祈り
ゴマは当時、最主要な作物で収穫期になるとその鞘が成熟して開く。農民は鞘が開くのを心待ちにしており、「ゴマの実よ、早く開いておくれ」と言う希望と祈りが「開けゴマ」「オープンセサミ」と言う言葉になった。
さやがはじける様子からの連想
ゴマはアフリカ原産で乾燥に強く、中東ではどの家庭でも常備されている重要な食材である。そこでゴマが熟してさやがはじけるさまを、扉が開くことにたとえたものという説がある。
ゴマを宝物と見立てた
ゴマが中東で重要な食材であったことから、ゴマを宝物に見立てたことに由来する。しかしこの説では、なぜ小麦などではいけないのかという問いに答えることができない。
言葉自体の霊的な意味
ゴマを意味するアラビア語「シムシム」のシム（sim）に「毒」という意味があり、言葉自体に霊力が宿っていると考えられた。また「シムシム」がヘブライ語のšem（神の名前）の畳語という説、「タルムード」に代表されるカバラの言葉šem-šamáįm（天国の名前）に由来するという説もある。
ゴマの神秘性
ゴマに神秘的な力が宿るという信仰による、との説がある。例えばバビロニアでは、ごま油が魔術に使われたことから、これに関連するという。
性的な隠喩
『千夜一夜物語』の「荷担ぎ屋と三人の娘の物語」の中に女性器を「さやをむいたゴマ」と表現するくだりがあり、傍証となっている。他の説はこの説を覆い隠すために提唱された可能性もあるという。

## 文化
未知の扉を開き、新しいものと出会う、または新しいものに挑戦するという比喩表現にも用いられる。特にアラブ世界やアラビア語と接触する際に用いることが多いが、東京大学大学院人文社会系研究科・文学部図書室の企画「ひらけ!!ゴマ!」のようにアラビアとは無関係のものにも用いられている。
情報科学分野では、LOGO派生の日本語プログラミング言語である「ドリトル」において、ポートを開くためのコマンドとして利用されたことがある。
中華人民共和国のIT企業であるアリババ・グループの信用情報管理システム芝麻信用は「開けゴマ」に由来する。
実際に「開けゴマ」と唱えることで扉が開く装置を持つ施設もある。例えば胡麻の郷のゴマミュージアム（岐阜県関ケ原町）は「開けゴマ」と唱えると開く扉があり、四国電力の伊方ビジターズハウス（愛媛県伊方町）には開設当初「開けゴマ」で自動的に開く絵本が存在した。過去には酸性雨分取器「レインゴーランド」の自動蓋開け装置が開発され、その名称として「ひらけごま」が採用されている。

### 開けゴマに関連する作品
- ひらけ!GOMA王国 - 関西テレビ放送のテレビ番組。
- ひらけ!ポンキッキ - フジテレビ系列のテレビ番組。
- ひらけ!チューリップ - 間寛平の楽曲。
- Open Sesame! - JFN系列のラジオ番組。
- Open Sesame! - PERSONZの楽曲およびシングル。
- Open Sesame - 鈴木雅之のアルバム。
- OPEN SESAME - 河方かおるの漫画。
- セサミストリート
- アイウエオリババ
- HIRAKEGOMA - Number_iの楽曲。